# ایکینجی صمدخان‌لی
ایکینجی صمدخان‌لی (به ترکی آذربایجانی: İkinci Səmədxanlı) یک منطقه مسکونی در جمهوری آذربایجان است که در شهرستان ماساللی واقع شده‌است. ایکینجی صمدخان‌لی ۳۹۱  نفر جمعیت دارد.

## جمعیت
ایکینجی صمدخان‌لی ۴۲۰ نفر جمعیت دارد.
عده‌ای از اهالی بیرینجی صمدخان‌لی که در گذشته صمدخان‌لی نامیده می‌شد، در قرن نوزدهم به این مکان مهاجرت کردند و روستای جدید را پایه‌گذاری کردند.